# General Pinedo
General Pinedo är en kommunhuvudort i Argentina.   Den ligger i provinsen Chaco, i den norra delen av landet, 900 km norr om huvudstaden Buenos Aires. General Pinedo ligger 95 meter över havet och antalet invånare är 15 741.
Terrängen runt General Pinedo är mycket platt. Närmaste större samhälle är Charata, 14,7 km nordost om General Pinedo.
Trakten runt General Pinedo består till största delen av jordbruksmark. Runt General Pinedo är det mycket glesbefolkat, med 6 invånare per kvadratkilometer.